# ペトル・ガブリエル
ペトル・ガブリエル（Petr Gabriel、1973年5月17日 - ）は、チェコ・プラハ出身の元同国代表サッカー選手。ポジションはDF。チェコ代表としてはEURO 2000に参加した。
EURO 2000ではグループリーグ初戦のオランダ代表戦にて先発フル出場で国際大会初出場を果たしたものの、第2節のフランス代表戦で自身のGKへのバックパスをティエリ・アンリに拾われ失点に絡んでしまった。このフランス戦以降、レギュラーの座を失った。
一方、クラブではチェコ1部リーグに通算200試合以上に出場し、ドイツへの海外移籍も経験した。